# Chiretolpis erubescens
Chiretolpis erubescens là một loài bướm đêm thuộc phân họ Arctiinae, họ Erebidae.